# Kachovskaja
Kachovskaja (Russisch: Каховская uitspraakⓘ) is een station aan de Grote Ringlijn van de Moskouse metro. Het station is onderdeel van de Zil-lijn die in de tweede helft van de jaren 60 van de twintigste eeuw is aangelegd. Deze lijn, die een deel van lijn 2 en een deel van de toen al geplande buitenring (lijn 11) omvat, is aangelegd op aandringen van ZiL en tijdens de aanleg werd voor dit station zelfs de werknaam ZiL gebruikt. Zil wilde hiermee een metroverbinding tussen de woongebieden van hun arbeiders en de fabriek bij Avtozavodskaja realiseren. 
Het station werd op 11 augustus 1969 als Kachovskaja geopend en heeft tot 1984 als zuidelijk eindpunt van lijn 2 gefungeerd. In 1984 werd lijn 2 verder naar het zuiden verlengd en werd Kachovskaja eindpunt van een zijlijn. Op 20 november 1995 werd de zijlijn -de drie stations van de geplande buitenring- operationeel zelfstandig als lijn 11 en werd de lijn naar het station genoemd. In het tienjarenplan 2011-2020 is alsnog de bouw van de buitenring, die in 2018 zou zijn voltooid. De aanleg liep echter vertraging op en werd pas op 1 maart 2023 voltooid. In maart 2019 is het station voor een periode van 2 jaar gesloten in verband met de bouw van de tunnel van het zuidwest kwadrant en een opknapbeurt van het station. Op 7 december 2021 werd het zuidwest kwadrant geopend voor de reizigersdienst en kwam Kachovskaja weer in dienst als onderdeel van de Grote Ringlijn. 

## Galerij

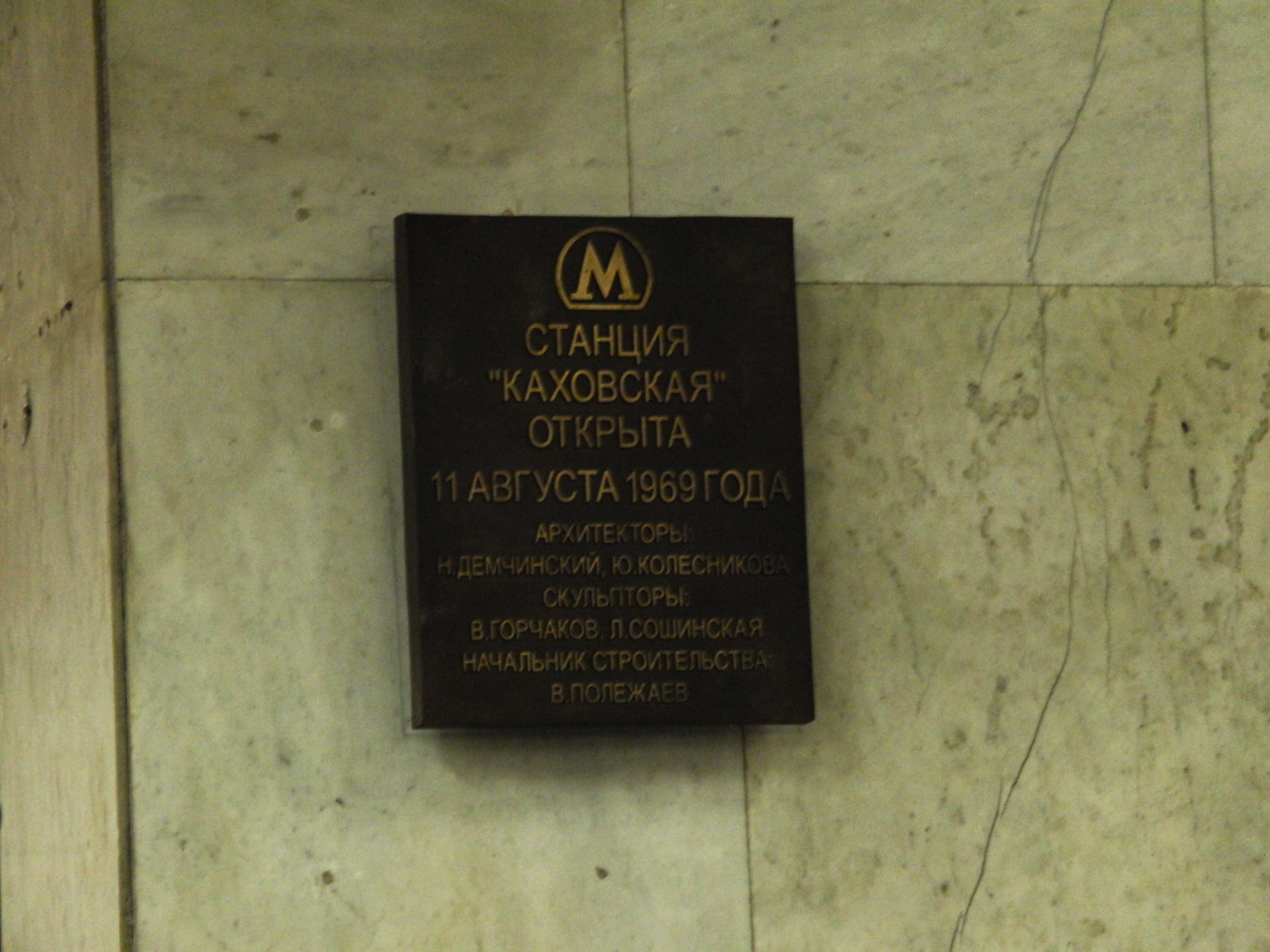
Het officiële naambord